# Half-Life (computerspelserie)
Half-Life is een computerspelserie, gecreëerd door Valve Software. De serie bestaat uit verschillende first-person shooterspellen.

## Gameplay
De speler speelt als het personage Gordon Freeman die een groot ongeluk in de Black Mesa Science Research Company overleefde. Een groep wetenschappers maakt een portaal naar een andere dimensie, waardoor ze per ongeluk aliens vrijlaten die iedereen vermoorden.

## Lijst van spellen

### Hoofdserie
- Half-Life (1998)
  - Half-Life: Opposing Force (1999)
  - Half-Life: Blue Shift (2001)
  - Half-Life: Decay (2001)
- Half-Life 2 (2004)
  - Half-Life 2: Episode One (2006)
  - Half-Life 2: Episode Two (2007)
- Half-Life: Alyx (2020)

### Portal-serie
- Portal (2007)
- Portal 2 (2011)